# Dziwer

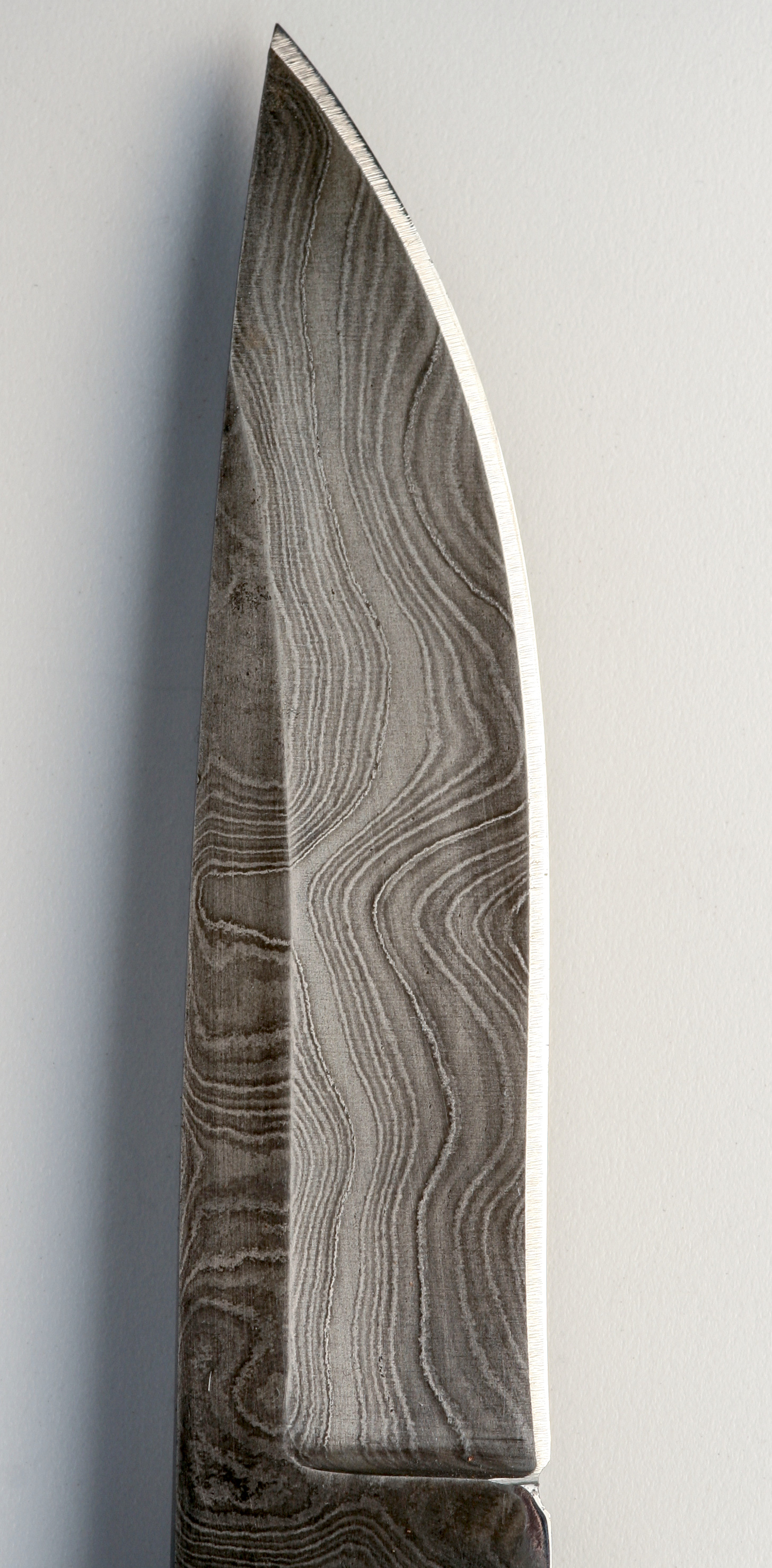
Charakterystyczna faktura dziweru na głowni noża

Dziwer (damast skuwany) – rodzaj stali o charakterystycznym wzorze, powstający w wyniku wielokrotnego skuwania ze sobą miękkiej stali o niskiej zawartości węgla, czyli stali podeutektoidalnej, z twardą stalą o wysokiej zawartości węgla, czyli stali eutektoidalnej. Różnica w zawartościach węgla musi być znaczna, aby ów wzór stał się widoczny. Bywa mylnie określany stalą damasceńską, jednak prawdziwa stal damasceńska (czyli damast krystaliczny) powstaje już w procesie wytopu, a nie skuwania.
Dziwer wytwarzany był już przez Celtów, którzy prawdopodobnie byli jego wynalazcami, o czym świadczyć może wiele znalezisk głowni mieczy wykonanych z tego surowca na terenach dzisiejszej Francji. We wczesnym średniowieczu bardzo ceniony na terenie całej Europy, a szczególnie w krajach skandynawskich. W późniejszym okresie wykorzystywany również przy produkcji broni strzeleckiej. Współcześnie nadal wytwarzany i powszechnie stosowany.

## Właściwości
Wzór na głowniach mieczy i innej broni białej był tylko jednym z powodów skłaniających ku jego zastosowaniu. Głównym kryterium była wytrzymałość materiału. Ówcześni kowale nie dysponowali doskonałymi pod względem właściwości materiałami. Żelazo było bardzo miękkie i głownie podatne były na wygięcia. Zgrzewanie i tworzenie bardziej złożonych konstrukcyjnie przedmiotów stwarzało większe możliwości. Rdzeń głowni dziwerowanych jest ze stali średniowęglowej, a powierzchnia, w tym przede wszystkim ostrze, ze stali wysokowęglowej. Dzięki takiej strukturze głownie dziwerowane trudno wygiąć, są odporne na złamanie, dają się dobrze naostrzyć i nie szczerbią się zbyt szybko.